# Bob Evers-serie
De Bob Evers-serie is een reeks jeugdboeken waarvan het eerste deel, Een overval in de lucht, in 1949 verscheen. Later zou dit boek bekendstaan als deel 4 uit de reeks omdat de eerder als feuilleton verschenen voorloper De avonturen van drie jongens in de Stille Zuidzee als trilogie aan de serie werd toegevoegd. Van de boeken uit de Bob Evers-serie werden in de loop der jaren meer dan vijf miljoen exemplaren verkocht.

## Geschiedenis
Willem van den Hout schreef, onder het pseudoniem Willy van der Heide tussen 1949 en 1963 de eerste 32 delen van de reeks. In 1977 publiceerde uitgeverij Van Holkema & Warendorf twee losse delen, tegen de wil van uitgeverij De Eekhoorn die de rechten op de merknaam Bob Evers bezat. 
Van den Hout overleed in 1985. In zijn nalatenschap werden twee niet afgemaakte delen aangetroffen, die door Peter de Zwaan werden voltooid en werden uitgegeven als deel 33 en 36. De bij Van Holkema & Warendorf verschenen delen werden als deel 34 en 35 in de serie ingevoegd in een bewerking van Peter de Zwaan. Hij schreef tussen 1990 en 2003 ook de delen 37 tot en met 50. In 2004 kondigde hij aan dat hij geen nieuwe delen meer zou schrijven, maar hij kwam in 2010 terug op dit besluit en begon weer nieuwe delen te publiceren.
Vijf delen zijn in eerste instantie als feuilleton gepubliceerd. Van 2002 t/m 2006 zijn vier Bob Evers-verhalen als stripverhaal in het Algemeen Dagblad verschenen. Het stripblad Eppo is bij zijn heroprichting in januari 2009 gestart met een Bob Eversfeuilleton.

## Inhoud
De hoofdrollen in de Bob Evers-serie worden vervuld door de HBS-jongens Arie Roos en Jan Prins en hun Amerikaanse vriend Bob Evers. Niet door geldgebrek gehinderd (ze hebben een grote beloning gekregen voor hun hulp bij de verovering van een goudschat in hun eerste avontuur) reizen de jongens de halve wereld rond, meestal om een bende bandieten, muiters of ander gespuis het leven zuur te maken. Dit is meer dan eens veroorzaakt door de bandieten zelf, waardoor het drietal benadeeld wordt en besluit wraak te nemen ter vergoeding.
De verhalen van Van der Heide zijn niet gespeend van chauvinisme: door gebruik te maken van hun als typisch Hollands voorgestelde deugden vlijt, doorzettingsvermogen en scherpzinnigheid bereiken de jongens steevast hun einddoel. Bob Evers doet niet veel voor zijn vrienden onder, maar krijgt af en toe een veeg uit de pan omdat hij uit Amerika komt. Inwoners van nog verder van de Noord-Europese cultuur verwijderde landen worden soms als onnozel afgeschilderd. In deel 1 van de serie staat dat Chinezen slim zijn en goed kunnen koken en Afrikanen over een goede lichamelijke conditie beschikken. De HBS-jongens zouden deze vertegenwoordigers van andere culturen wel goed moeten instrueren voor een goede afloop. Het taalgebruik reflecteerde dit ook. In eerdere delen werd de term nikker nog gebruikt; later werd dit veranderd in zwarte.
Het later als vierde deel van de serie gepubliceerde boek, Avonturen in de Stille Zuidzee, werd tijdens de Tweede Wereldoorlog in een nationaalsocialistisch jeugdblad als feuilleton gepubliceerd; de rest van de serie werd gestart toen Van den Hout na de oorlog op verdenking van collaboratie gevangen zat. Daaruit zou men de conclusie kunnen trekken dat de Bob Evers-serie een 'foute' reeks is. Wat opvalt is dat auteur Willem van den Hout indertijd moeite gedaan heeft om zich aan zijn collaboratieverleden te onttrekken. De oorspronkelijke Amsterdamse rederszoon Rob Evers werd de Amerikaan Bob Evers, en de serie werd naar deze kersverse Amerikaan genoemd, al was diens rol kleiner dan die van Arie Roos en Jan Prins.
Willy van der Heide bundelde autobiografische anekdoten in Toen ik een nieuw leven ging beginnen en andere waargebeurde verhalen uit de jaren vijftig (1979), waarin kenners van de serie de nodige gebeurtenissen tegenkomen die model hebben gestaan voor episodes uit de reeks. Wie zich afvraagt waarom de jongens zo vaak genieten van de producten van Droste en van London tonic (van de frisdrankfabrikant Raak) moet bedenken dat Van den Hout de reeks als pure broodwinning schreef. De Encyclopaedia Britannica werd ook regelmatig genoemd. Hij liet zich voor het noemen van merknamen (sluikreclame) betalen. Toen Van den Hout een meningsverschil met een nieuwe vertegenwoordiger van Coca-Cola kreeg, liet Van den Hout in nieuwe edities van de boeken deze merknaam vervangen door London tonic.
Op 6 december 1972 werd het Bob Evers Genootschap opgericht: een clubje liefhebbers van de reeks waarin onder anderen auteur Geerten Meijsing actief is.

## Rolverdeling
De hoofdrolspelers zijn:
- Arie Roos: rood haar, lichte huid, sproeten. Is erg dik, eet veel en vaak en heeft geniale invallen en heeft een zeer goed improvisatievermogen. Hij kletst zich eenvoudig uit sociaal complexe situaties.
- Jan Prins: zuinig, koppig, kan goed rekenen, technische interesse, kan niet goed improviseren.
- Bob Evers: (min of meer doorsnee) Amerikaans, technisch, vindingrijk. Zoon van rijke eigenaar van een machinefabriek in Pittsburgh.

## Thema's
In de boeken kwam lichte en zware criminaliteit regelmatig voor, waarbij smokkelen en wapens veel voorkwamen. Auto's die in de serie voorkwamen waren altijd zeldzaam en speciaal, zoals Buick, Lincoln, Packard, en buitenlandse twoseaters. Vervoer in de stad ging vaak per taxi, waarbij Arie de aangezette dialoog voerde met de chauffeur. De meeste avonturen begonnen op aanvraag door familie of kennissen, of doordat het drietal benadeeld werd. De avonturen liepen af met geldwinst; slechts een enkele keer was het hen te doen om genoegdoening.

## Feuilletons
- De avonturen van drie jongens in de Stille Zuidzee. Publicatie in Jeugd, 1943/1944. Met tekeningen van Franz Mettes.
- 3 Jongens en een caravan. Publicatie in Jeugdkampioen, 1949. Met tekeningen van Nic. Blans.
- Tumult in een toeristenhotel. Publicatie in Jeugdkampioen, 1950. Met tekeningen van Wim Boost.
- Een speurtocht door Noord Afrika. Publicatie in Jeugdkampioen, 1951/1953. Met tekeningen van Wim Boost.
- Clandestiene streken op een cruiseschip, door Peter de Zwaan. Als feuilleton gepubliceerd op zijn eigen website vanaf oktober 2008.

## Boeken

### Titels
1. 1949 - Een overval in de lucht (vanaf 1965 uitgegeven als deel 4)
2. 1950 - De jacht op het koperen kanon (vanaf 1965 uitgegeven als deel 5)
3. Sensatie op een Engelse vrachtboot (vanaf 1965 uitgegeven als deel 6)
4. Avonturen in de Stille Zuidzee (vanaf 1965 uitgegeven als deel 1)
5. Drie jongens op een onbewoond eiland (vanaf 1965 uitgegeven als deel 2)
6. 1951 - De strijd om het goudschip (vanaf 1965 uitgegeven als deel 3)
7. Tumult in een toeristenhotel
8. 1952 - Drie jongens als circusdetective
9. Een dollarjacht in een D-trein
10. 1953 - Een speurtocht door Noord-Afrika
11. Drie jongens en een caravan
12. Kabaal om een varkensleren koffer
13. Een motorboot voor een drijvend flesje
14. 1954 - Een klopjacht op een Kapitein
15. Een raderboot als zilvervloot
16. Nummer negen seint New-York
17. 1955 - Een meesterstunt in Mexico
18. Trammelant op Trinidad
19. Vreemd krakeel in Californië
20. Lotgevallen rond een locomotief
21. 1956 - Pyjama-rel in Panama
22. 1957 - Vreemd gespuis in een warenhuis
23. Wilde sport om een nummerbord
24. 1958 - Hoog spel in Hongkong
25. Een vliegtuigsmokkel met verrassingen
26. 1959 - Stampij om een schuiftrompet
27. Kunstgrepen met kunstschatten
28. 1960 - Bombarie om een bunker
29. Ali Roos als Arie Baba
30. 1961 - Heibel in Honoloeloe
31. Arie Roos wordt geheim agent
32. 1963 - Cnall-effecten in Casablanca
33. 1987 - Een zeegevecht met watervrees (voltooid door Peter de Zwaan)
34. 1977 - Bob Evers belegert Fort B (in 1988 heruitgegeven in een bewerking van Peter de Zwaan)
35. Arie Roos als ruilmatroos (in 1988 heruitgegeven in een bewerking van Peter de Zwaan)
36. 1989 - Kloppartijen in een koelhuis (voltooid door Peter de Zwaan)
37. 1990 - Superslag in een supermarkt (vanaf deel 37 is de serie voortgezet door Peter de Zwaan)
38. 1991 - Een festival vol verwikkelingen
39. 1992 - Bouwbonje om een staalskelet
40. 1993 - Schermutselingen bij een zandafgraving
41. 1994 - Bakkeleien in een Berlijnse bios
42. 1995 - De stripman van Slubice
43. 1996 - Bizarre klussen met vakantiebussen
44. 1997 - Raadselrellen rond een rondreis
45. 1998 - Listige loeren in Las Vegas
46. 1999 - Feestelijke veldslagen in San Antonio
47. 2000 - Arie Rose als reserve-acteur
48. 2001 - Grof geschut op Schateiland
49. 2002 - Maxibotsing op een minibaan
50. 2003 - Rumoer in een rustgebied
51. 2010 - Clandestiene streken op een cruiseschip
52. 2013 - Prijsschieten op een premiejager
53. 2014 - Glorierijke missers in La Gloria
54. 2015 - Dollemansrit met een Mighty Mite
55. 2015 - De perikelen van kolonel Prins
56. 2016 - Spektakelspel van Fons de Schilder
57. 2016 - Smokkelspoor van meneer Maik
58. 2017 - De magistrale misverstanden van J. Masters
59. 2017 - Ratzelraadsels bij het château de Faux
60. 2018 - Schatgraven in een stationshal
61. 2018 - Het preppaleis van de holenman
62. 2019 - De gouden greep van tante Ginny
63. 2019 - Deining rond een drafbaan
64. 2020 - Bliksemacties bij de Buurserbeek
65. 2020 - Een opdracht van inspecteur Onge
66. 2021 - Valstrikken in en om een Veluwse villa
67. 2021 - De Laarzenvrouw van Lerwick. Het Groot Bob Evers Blunder en Blooper Boek
68. 2022 - Koude kunstjes in Sausalito
69. 2022 - Costaklussen in Marbella
70. 2023 - Met gestolen geld naar Gibraltar
71. 2023 - Een postpakket voor Porto
72. 2023 - Fietspompen voor een fortuin
73. 2024 - Geduvel rond een duffel
74. 2024 - De Bokbende van Blokzijl
75. 2024 - De worstelaar van Wanneperveen
76. 2025 - Driftbuien in Driewegsluis
77. 2025 - Met zakgeld naar Zanzibar

In 2018 en 2019 kwam een 'extra' BE verhalenboek uit (van dezelfde uitgeverij) met in elk boek vier korte verhalen.

### Uitvoeringen
De delen 1 t/m 32 verschenen van 1949 t/m 1963 in hardcover-uitvoering met stofomslag. Vanaf 1965 werden deze delen (op diverse plaatsen bewerkt door de auteur) herdrukt als pockets. De delen 33 t/m 46 zijn alleen in pocketuitvoering verschenen. De delen 47 t/m 51 werden weer als hardcovers, zonder stofomslag, uitgegeven. Het jubileumdeel 50 verscheen (als speciale jubileumeditie) ook weer als hardcover met stofomslag. De Bob Evers-pockets die werden uitgegeven in de jaren 60 en 70 zijn te herkennen aan de titel in wit op een rode achtergrond. De in de jaren 80 & 90 verschenen pockets hebben de titel in rood gedrukt staan op een witte achtergrond. Tevens zijn bij deze pockets de omslagtekeningen gemoderniseerd. De delen 51 (herdruk, 2013), 52 en verder verschenen als pockets bij Uitgeverij Zwarte Zwaan.

## Stripreeks
Bob Evers is een Nederlandse stripreeks gebaseerd op deze boekenreeks. De strips werden getekend door Hans van Oudenaarden en vooral geschreven door Frank Jonker. Er verschenen vijf albums.

## Andere auteurs
Verscheidene auteurs hebben Bob Eversverhalen geschreven in navolging van Willy van der Heide:
- Magistrale Manoeuvres in Moskou, door John Beringen, uitgegeven in eigen beheer
- Intriges in Irkoetsk, door John Beringen, niet gepubliceerd
- Warboel in Wladiwostok, door John Beringen, niet gepubliceerd
- Belevenissen met een bestelbus, door J. van Hees, als feuilleton gepubliceerd op de Bob Evers mailinglijst van september 1999 tot mei 2000
- Jan Prins zoekt zich wezenloos naar de dikke Arie Roos, door Fred de Koning, gepubliceerd op website eind 20e eeuw
- Eigenaardigheden rond een erfenis, door Adriaan van Lidth de Jeude, als feuilleton gepubliceerd op de website van De Leesbeer van december 2006 tot maart 2007
- Klussen met clichés, door Adriaan van Lidth de Jeude, niet gepubliceerd
- Proto met problemen, door Adriaan van Lidth de Jeude, niet gepubliceerd
- Paniek op Páros, door Roger Schenk, niet gepubliceerd
- Wild geraas aan de Oude Maas, door Cornelis van Tilburg, niet gepubliceerd
- Lawaai in Luxemburg, door René Verhulst, als feuilleton gepubliceerd op de Bob Evers mailinglijst van juni 1998 tot november 1998, uitgegeven door Tante Kee Pocketboots (1999)
- Helse capriolen door een molen, door René Verhulst, als feuilleton gepubliceerd op de Bob Evers mailinglijst van mei 2001 tot juni 2001, uitgegeven door Tante Kee Pocketboots (2002)
- Potsierlijke praktijken in een pakhuis, door René Verhulst, als feuilleton gepubliceerd op de Bob Evers mailinglijst van april 2003 tot september 2003, uitgegeven door Tante Kee Pocketbooks (2007)

## Secundaire literatuur
- 1988 - Hans & Ton Kleppe, Biografische gegevens: Heide, W. van der, deel I, 1988, Dordrecht/Papendrecht.
- 1989 - Hans & Ton Kleppe, Willem W. Waterman (W.H.M. van den Hout), deel 2, Dordrecht/Papendrecht.
- 1993 - John Beringen, Het verschijnsel Bob Evers: een verhandeling over Bob Evers, Arie Roos, Jan Prins en hun geestelijke vader Willy van der Heide. Breda.[2]
- 1994 - John Beringen, Het Bob Evers-virus: een receptenboek om de koorts op te drijven. Breda.
- 1995 - John Beringen, Hans Waser & Ralph Jas, Twee jongens en een Bob Evers-serie. Breda.
- 1995 - Hans & Ton Kleppe, Wetenswaardigheden over Willem W. Waterman, Dordrecht/Papendrecht. 2e druk 2003
- 1996 - Roger Schenk, Encyclopaedia Apriana. Katwijk.[3]
- 2000 - John Beringen, Bob Evers' laatste ereronde. Zelhem.
- 2002 - Geerten Meijsing, De tovenaarsleerling, Nijmegen, Flanor.
- 2005 - Marie-José van den Hout, Gelukkig gisteren.[4]

## Nieuwsbrief
De boekenreeks heeft een eigen digitaal tijdschrift genaamd de Bob Evers Nieuwsbrief. Deze verschijnt twee keer per jaar. Het eerste nummer verscheen in januari 1993, op initiatief van de broers Hans en Ton Kleppe, als een gedrukt tijdschrift dat per post aan abonnees werd gestuurd. In 2002 werd overgegaan op verzending via e-mail. Het aantal abonnees van het laatste via e-mail verzonden nummer, Nieuwsbrief 25, bedroeg 400. In 2006 werd besloten de verzending via e-mail te staken en uitsluitend over te gaan op publicatie op internet, waar de Nieuwsbrief (in PDF of als HTML) volledig en gratis beschikbaar is.
De pagina's van de Nieuwsbrief worden doorlopend genummerd. Het in januari 2023 verschenen nummer, Nieuwsbrief 60, bevat de pagina's 1438 t/m 1488.